# Henri Hauvette
Henri Hauvette (* 24. Januar 1865 in Paris; † 14. Februar 1935 ebenda) war ein französischer Romanist, Italianist und Vergleichender Literaturwissenschaftler.

## Leben und Werk
Hauvette besuchte in Paris das Lycée Louis-le-Grand, studierte und bestand 1888 die Agrégation. Er war dann Gymnasiallehrer in Chartres (1889–1893) und Gap (1893–1895). Ab November 1895 war er Maître de conférences an der Universität Grenoble. Er habilitierte sich 1903 in Paris bei Emile Gebhart mit den beiden Thèses Un exilé florentin à la cour de France au XVIe siècle. Luigi Alamanni, 1495-1556, sa vie et son œuvre (Paris 1903) und De Laurentio de Primofato (Laurent de Premierfait) qui primus Joannis Boccacii opera quaedam gallice transtulit ineunte seculo XVe (Paris 1903), wurde in Grenoble Professor, dann an der Sorbonne 1906 Chargé de cours, 1908 Maître de conférences, 1910 Professeur adjoint und 1918 ordentlicher Professor für italienische Literatur und Sprache. Er gehörte zum Redaktionskomitee der Zeitschrift Bulletin italien (1901–1918), sowie deren Nachfolgerin Etudes italiennes (hrsg. von der Union intellectuelle franco-italienne 1919-1935). Hauvette wurde 1933 in die Académie des inscriptions et belles-lettres gewählt.

Henri Hauvette war der Sohn des Indologen Eugène-Louis Hauvette-Besnault (1820–1880) und der Bruder des Bibliothekars Amédée Hauvette (1856–1908).

## Weitere Werke
- Dante nella poesia francese del Rinascimento, Florenz 1901
- Una confessione del Boccaccio. Il Corbaccio, Florenz 1905
- Littérature italienne, Paris 1906 (Histoires des Littératures), 8. Auflage 1932 (russisch: Moskau 1922)
- Les plus anciennes traductions françaises de Boccace (XIVe-XVIIe siècle), in: Bulletin italien 1907-1909
- Ghirlandaio, Paris 1908
- Le Sodoma. Biographie critique, Paris 1912
- Dante. Introduction à l'étude de la "Divine comédie", Paris 1911 (niederländisch: Amsterdam 1913)
- Boccace. Étude biographique et littéraire, Paris 1914
- Études sur la Divine comédie. La composition du poème et son rayonnement, Paris 1922
- La Divine comédie. Traduction, introduction et analyses, 2 Bde., Paris 1927
- L'Arioste et la poésie chevaleresque à Ferrare au début du XVIe siècle, Paris 1927
- La France et la Provence dans l'œuvre de Dante, Paris 1929
- Les poésies lyriques de Pétrarque, Paris 1931
- La "Morte vivante". Étude de littérature comparée, Paris 1933
- Études sur Boccace (1894–1916), Turin 1968